# Урбан, Михал
Михал Урбан (словац. Michal Urban); род. 29 августа 1986  — словацкий гандболист, выступающий за словацкий клуб ГК Татран Прешов.

## Карьера

#### Клубная
Михал Урбан начинал свою карьеру в словацком клубе ГК Татран Прешов, в составе которого стал десятикратным чемпионом Словакии. В 2014 году Михал Урбан стал игроком ГК Потайша Турда, который выступает в чемпионате Румынии. В 2015 году Михал Урбан вернулся в Словакию, выступая за словацком клубе ГК Агро Топольчани.

## Статистика
| Сезон        | Клуб               | Лига       | Матчи | Голы | 7-метр | Голы |
| ------------ | ------------------ | ---------- | ----- | ---- | ------ | ---- |
| 2016-17      | ГК Агро Топольчани | Екстралига | 21    | 13   | 0      | 13   |
| 2016–по н.в. | Итого              | Екстралига |       |      |        |      |